# Federação Portuguesa de Bilhar
Die Federação Portuguesa de Bilhar (FPB) ist der Dachverband für Billard in Portugal. Sie hat ihren Sitz in der Lissabonner Stadtgemeinde São João de Deus, in der Avenida João XXI Nummer 43.
Die FPB gehört u. a. den Weltverbänden Union Mondiale de Billard (UMB) und World Pool-Billiard Association (WPA), und den europäischen Verbänden European Pocket Billiard Federation (EPBF) und Confédération Européenne de Billard (CEB) an. In Portugal ist sie Mitglied des Dachverbands Confederação do Desporto de Portugal und des Comité Olímpico de Portugal, das Nationale Olympische Komitee Portugals.
In Portugal fanden eine Vielzahl internationaler Wettbewerbe statt, zuletzt etwa in Porto das zweite Turnier des Dreiband-Weltcups 2015, oder die Poolbillard-Europameisterschaft 2015 und die Portugal Open 2015 an der Algarve.

## Geschichte
Mit der Federação Portuguesa dos Amadores de Bilhar wurde 1930 in Porto ein erster Landesverband für Billard gegründet. Er veranstaltete 1932 in Espinho die fünfte Freie-Partie-Weltmeisterschaft, die der Spanier Juan Butrón gewann.
1936 gründete sich in Lissabon die Associação Portuguesa de Bilhar, die sich später den heutigen Namen gab. Die Gründung des Dachverbands geschah vor allem auf Initiative des wohlhabenden portugiesischen Billardspielers Alfredo Ferraz  der zuvor über den spanischen Verband an internationalen Wettbewerben teilnahm, vor Gründung des ersten Verbandes in Portugal 1930. Ferraz gilt als erster portugiesischer Gewinner eines einzelnen Weltmeistertitels überhaupt (Sieger der Freie-Partie-Weltmeisterschaft 1939 in Lausanne).
1958 gehörte die FPB zu den Gründungsmitgliedern des europäischen Verbands CEB und des Weltverbands UMB ein Jahr später.

## Aktivitäten
Der Verband unterteilt seine Aktivitäten in fünf Sparten:
- Karambolage
- Poolbillard
- Pool Português
- American Pool
- Snooker

Die FPB veranstaltet eine Vielzahl Meisterschaften und Pokalwettbewerbe, sowohl für Vereine als auch für Einzelspieler, und sowohl für Damen als auch für Herren.

## Organisation

### Struktur
Präsident ist Ricardo José Geria Serralheiro Salgado (Stand September 2015). Neben der zehnköpfigen Verbandsleitung mit Präsident, Vizepräsidenten und Beisitzern verfügt der Verband über eine Generalversammlung mit vierköpfigem Vorstand (Mesa da Assembleia Geral) und vier weitere Organe:
- Conselho de Arbitragem (dt.: Schiedsrat, dreiköpfig)
- Conselho Fiscal (dt.: Aufsichtsrat oder auch Kontrollrat, dreiköpfig)
- Conselho de Justiça (dt.: Rechtsrat, vierköpfig)
- Conselho de Disciplina (dt.: Disziplinarrat, vierköpfig)

#### Übergeordnete Verbandsstruktur
|  |

|  |

|  |

### Finanzen
Das Geschäftsjahr 2014 schloss die FPB mit einem Verlust von −34.577,53 € ab, nach −67.626,05 € im Vorjahr. Dabei standen den Einnahmen von insgesamt 219.480,48 € Ausgaben von insgesamt 254.058,01 € entgegen. Die Einnahmen stammten zum Großteil (147.476,95 €) aus Verbandstätigkeiten, 67.000,-€ waren öffentliche Zuschüsse.
Damit entspricht die Lage der FPB der allgemein schwierigen Situation der meisten portugiesischen Sportverbände, die sich bei sinkenden öffentlichen Zuschüssen um steigende Einnahmen und gesteigerte Kostenkontrolle bemühen, in einem wirtschaftlich anhaltend schwierigen Umfeld. Grund ist die rigide Sparpolitik der Regierung und die angespannte wirtschaftliche Gesamtsituation in Portugal in Folge der Eurokrise.